# Nelson Tapia
Nelson Tapia, född 22 september 1966, är en chilensk före detta professionell fotbollsmålvakt. Han har spelat för en rad olika klubbar bland annat Universidad Católica, Santos FC och Cobreloa. Orsaken till att han kallas Bart eller Simpson är att han under sin karriär hade en likadan frisyr som Bart Simpson.
Tapias landslagsdebut kom 1994 i en match mot Frankrike. Han var länge Chiles givna målvakt och han medverkade i VM 1998 och OS 2000 (där laget vann OS-brons). (I VM medverkade han i alla 4 matcherna).